# Escora

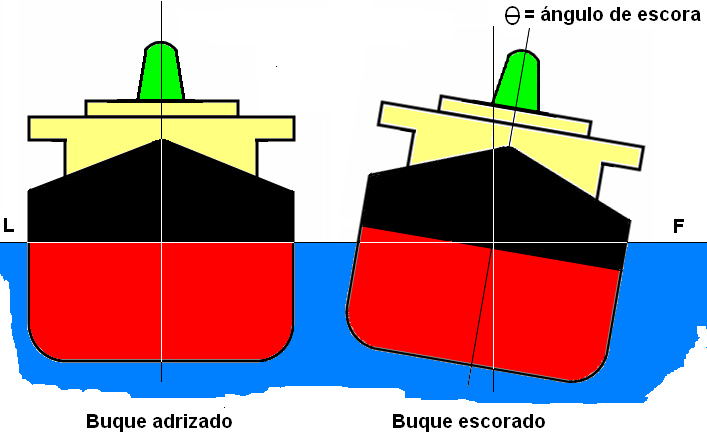
Posiciones de equilibrio (Buque adrizado y con escora a babor).

En náutica, la escora es la inclinación que toma un buque cuando este se aparta de la vertical al sufrir un corrimiento de la carga u otros motivos. Cuando la nave se encuentra en la posición para la cual fue construida para navegar, normalmente con su plano de simetría en la vertical, se dice que el buque esta adrizado.
En marina, escora también se conoce como cada uno de los puntales que sostienen los costados del buque que está en construcción o en varadero. 
Escora permanente es una condición de equilibrio que el buque alcanza por la acción de:
- Distribución asimétrica de cargas internas respecto al plano longitudinal.
- Acción constante de una fuerza externa (viento para veleros y embarcaciones menores)
- Varadura.

Ángulo de escora {\displaystyle \Theta } es el formado por el plano vertical y el plano de crujía para la nueva condición de reposo o equilibrio. Esta condición permanecerá hasta que cesen los efectos que la causan.

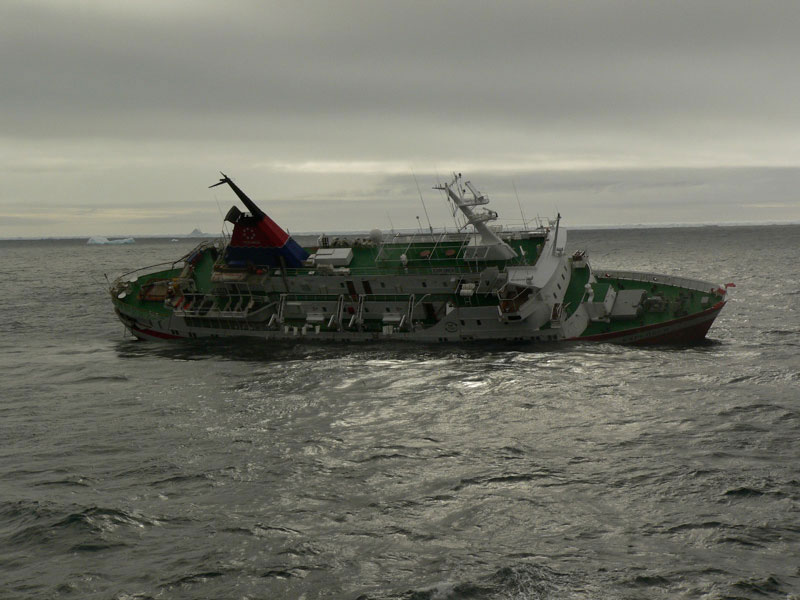
El Mini-Crucero MS Explorer hundiéndose en las frías aguas de la Antártida en 2007. Se puede observar su escora.

No debe confundirse ángulo de escora con ángulo de rolido (movimiento de rotación según el eje longitudinal del buque producido durante navegación entre las olas). 
El movimiento de rolido se produce alrededor de la posición de equilibrio previa que puede o no ser la de buque adrizado. Por este motivo un buque que navega con una escora permanente sufre una disminución de la estabilidad transversal a dicha banda de escora.